# Jäger-Regiment zu Pferde Nr. 9

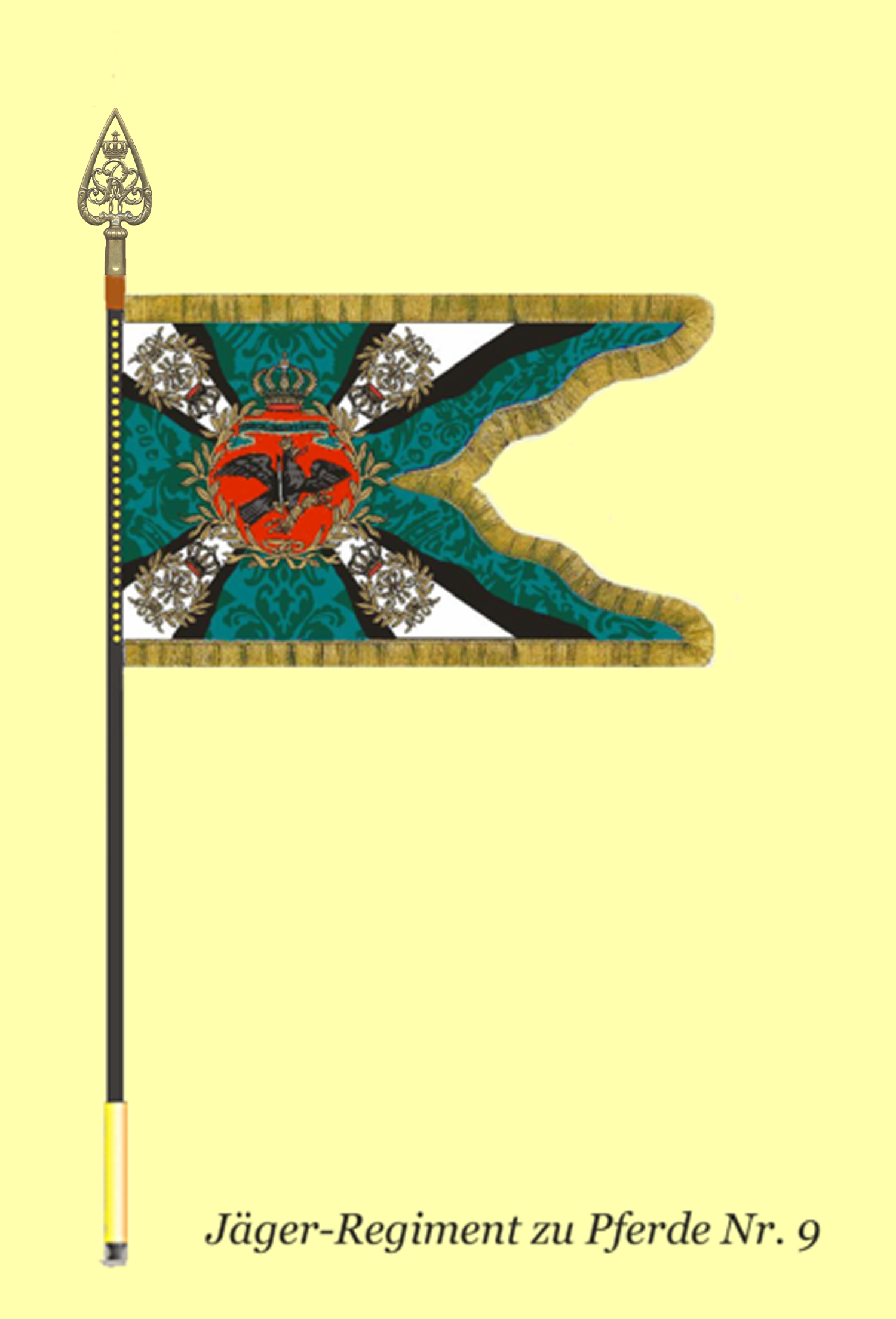
Regimentsstandarte

Das Jäger Regiment zu Pferde Nr. 9  war ein Verband der leichten Kavallerie der Preußischen Armee.

## Verbandszugehörigkeit
- I. Armee-Korps in Königsberg

Kommandierender General: Generalleutnant von Francois m.d.F.b.
- 2. Division in Insterburg

Kommandeur: Generalleutnant von Below
- 2. Kavallerie-Brigade in Insterburg

Kommandeur: Generalmajor Freiherr von Kap-herr
- Regimentskommandeur im August 1914: Major von Koppelow
- Garnison: Insterburg

Stiftungstag des Regiments: 1. Oktober 1913

## Aufstellung
Mit Allerhöchster Kabinetts-Order (A.K.O.) vom 4. September 1913 wurde zum 1. Oktober 1913 die Aufstellung eines Regiments Jäger zu Pferde mit der Nummer 9 befohlen.
Dazu mussten abgeben:
- das Ulanen-Regiment Nr. 12 die 1. Eskadron
- das Ulanen-Regiment Nr. 4 die 1. Eskadron
- das Jäger-Regiment zu Pferde Nr. 4 die 5. Eskadron
- das Dragoner-Regiment Nr. 2 die 1. Eskadron
- das Grenadier-Regiment zu Pferde Nr. 3 die 3. Eskadron

## Einsätze
Das Regiment behielt seinen Kavalleriestatus während des gesamten Ersten Weltkrieges. Es war in dieser Zeit ständig im Verband der 1. Kavallerie-Division, 2. Kavallerie-Brigade zusammen mit dem Litthauischen Ulanen-Regiment Nr. 12 eingesetzt.
Zu Beginn des Krieges war das Regiment zunächst im Grenzschutz eingesetzt. Ende August 1914 nahmen sie an der Schlacht bei Tannenberg und Mitte September an der Schlacht an den Masurischen Seen teil.
Danach folgten bis zum November 1915 der Aufgabenstellung gemäß Patrouillen-, Sicherungs- und Aufklärungsdienst in Litauen zwischen Njemen und der Ostpreußischen Grenze.
Vom November 1915 bis August 1917 oblag dem Regiment der Küstenschutz in Kurland. Während dieser Zeit gab es keine Feindberührung. Nach vereinzelten Kämpfen östlich von Riga im Herbst 1917 kam das Regiment zur Etappen-Inspektion 10 und wurde im rückwärtigen Gebiet eingesetzt. Dieses schloss auch die Bekämpfung von Zusammenschlüssen bewaffneter russischer Deserteure und sonstiger, nicht dem Kombattantenstatus angehörender bewaffneter Gruppierungen der Bevölkerung ein. Im Frühjahr 1918 waren die Reiter am Vorstoß bis zum Peipus-See beteiligt und übernahmen anschließend den Schutz der estnischen Grenze. Im Mai 1918 erfolgte die Verlegung in die Ukraine, um dort bis Kriegsende im Ordnungsdienst eingesetzt zu werden.
Am 22. Februar kehrt das Regiment nach Insterburg zurück, wo es aufgelöst wurde.
Die Tradition des Regiments übernahm in der Reichswehr die Ausbildungs-Eskadron des 1. (Preußisches) Reiter-Regiments in Insterburg.

## Uniform
Die Uniform war dem Stil der Kürassiere nachempfunden. Der Waffenrock war graugrün mit schwedischen Aufschlägen. Kragen, Aufschläge und Vorstöße waren ponceaurot, die Abzeichenfarbe dagegen weiß. Knöpfe und Helmzier waren weiß, Stiefel und Lederzeug schwarz. Auf den Schulterklappen befand sich die Regimentsnummer. Der Offiziershelm wie bei den Kürassieren, jedoch aus geschwärztem Blech mit Dragoneradler als Zier, Einfassungsschienen, Schuppenketten und Spitze waren aus Tombak. Der Mannschaftshelm entsprach dem Helm der Dragoner. (Bei der Aufstellung des Regiments standen nicht genug Kürassierhelme zur Verfügung – die Umrüstung wurde erst 1915 vorgenommen.) Die Jäger trugen Dragonerstiefel.

## Kommandeure
| Dienstgrad     | Name                      | Berufung         | Abberufung      |
| -------------- | ------------------------- | ---------------- | --------------- |
| Major          | Karl von Koppelow         | 1. Oktober 1913  | November 1914   |
| Major          | Gustav Wasa von der Goltz | November 1914    | Dezember 1914   |
| Oberstleutnant | Karl von Koppelow         | Dezember 1914    | 9. Februar 1918 |
| Major          | Wilhelm von Bloedau       | 10. Februar 1918 | 1919            |